# Osservazione di Saturno

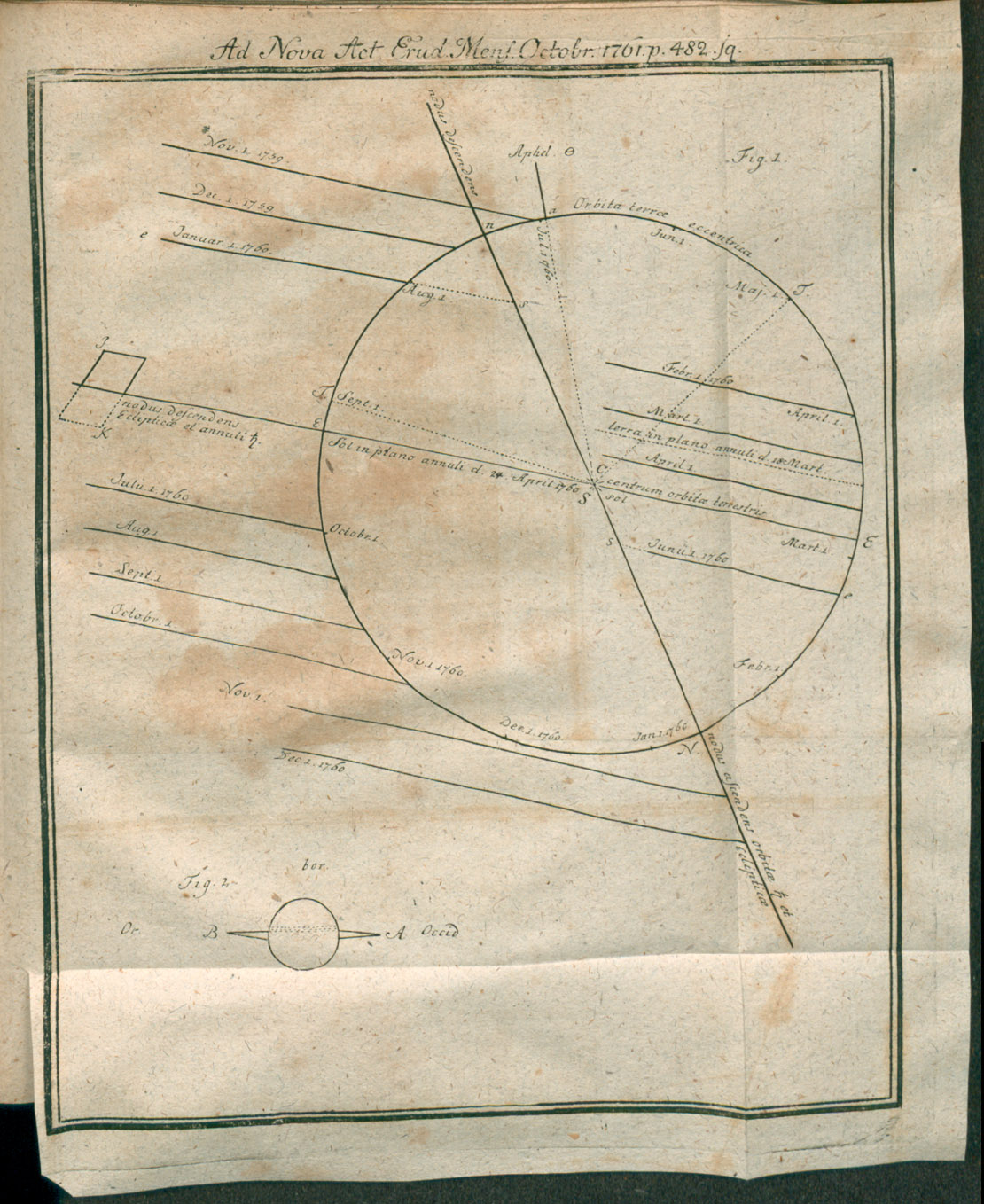
Tavola illustrativa dell'articolo di Gottfried Heinsius Observationes circa phasin [!] Saturni rotundam pubblicato ne gli Acta Eruditorum del 1761

Saturno è l'ultimo dei pianeti osservabili ad occhio nudo nei centri urbani. La sua magnitudine media infatti è 1. Tramite un binocolo è possibile osservare la caratteristica forma allungata del suo disco, a causa della vistosa presenza degli anelli nonché del satellite Titano.

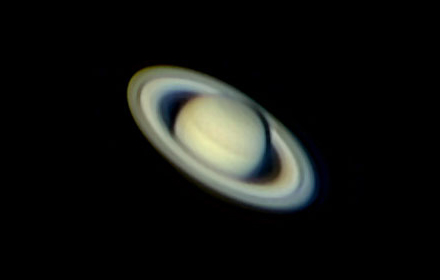
Saturno ripreso con un Newton 250mm e una webcam Toucam pro

## Saturno al telescopio
Con un telescopio di diametro maggiore di 150 mm, Saturno mostra perfettamente la struttura ad anelli con la divisione di Cassini e nelle migliori condizioni atmosferiche anche la divisione di Encke.
La superficie del pianeta mostra una serie di bande regolari, prive di un'apparente attività. Esse presentano al massimo una variazione tonale nel corso del tempo, o la saltuaria presenza di una GWS.
È parecchio spettacolare l'osservazione periodica degli anelli di taglio, un allineamento perfetto con la Terra che avviene ogni 14 o 16 anni. In queste occasioni il pianeta perde temporaneamente la visibilità degli anelli, mostrando interamente il suo disco. Inoltre è possibile osservare i satelliti all'interno della struttura degli anelli, altrimenti nascosti dall'estrema vicinanza.